# Alopecosa sibirica
Alopecosa sibirica là một loài nhện trong họ Lycosidae.
Loài này thuộc chi Alopecosa. Alopecosa sibirica được Wladislaus Kulczynski miêu tả năm 1908.